# Claudio Coello
Claudio Coello (Madrid, 2 marzo 1642 – Madrid, 20 aprile 1693) è stato un pittore spagnolo.

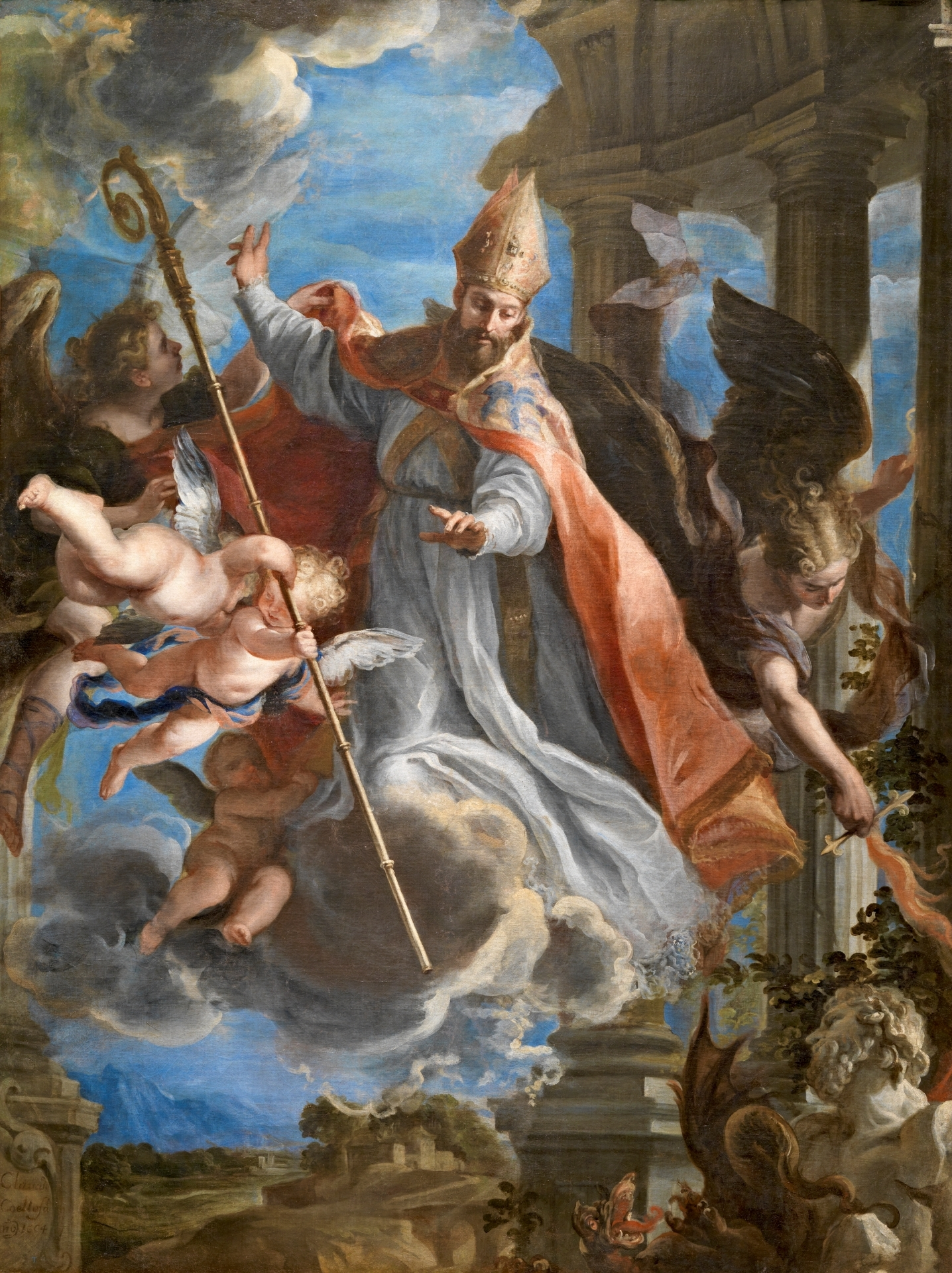
Claudio Coello, Il trionfo di sant'Agostino, 1664, Madrid, Museo del Prado.

Influenzato da molti altri artisti, tra i quali Diego Velázquez, Coello è considerato l'ultimo grande pittore spagnolo del XVII secolo.

## Biografia

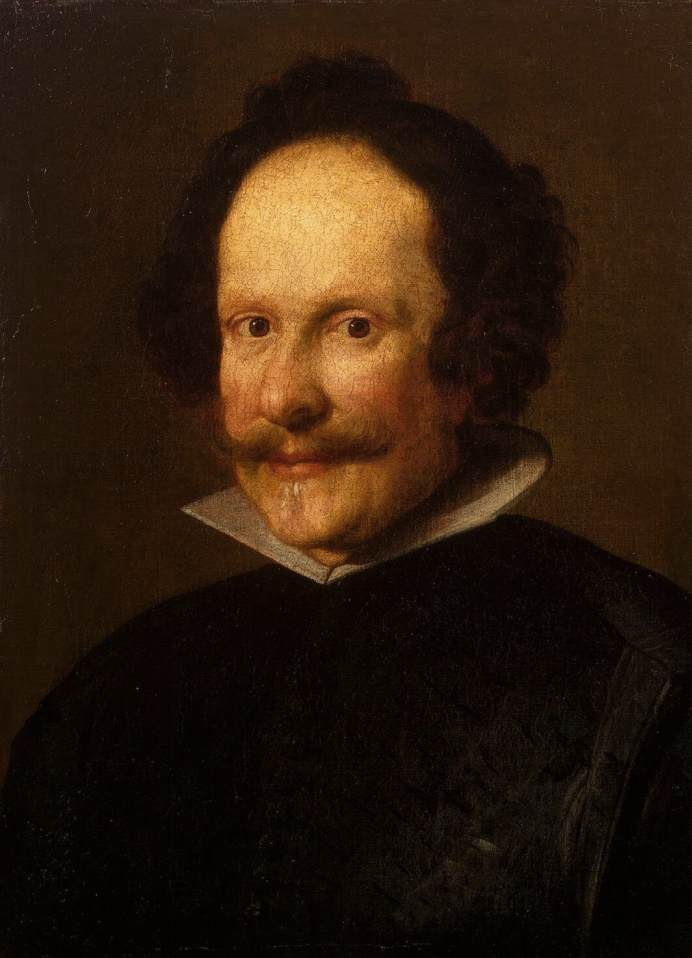
Autoritratto, Museo statale Ermitage

Figlio di un bronzista portoghese, Coello studiò presso la bottega madrilena del pittore Francisco Rizi, rivelandosi uno dei suoi più brillanti allievi, distintosi per la sua grande applicazione al disegno. Più tardi viaggiò in Italia in cui poté ammirare opere di artisti italiani, tra i quali Carlo Dolci, che gli permisero di raffinare uno stile molto apprezzato a corte. Questo suo stile è ben visibile nella sua prima tela conosciuta, Cristo Bambino alla porta del Tempio (da una opera perduta di Jacques Blanchard), realizzata nel 1660 e conservata nel Museo del Prado. Dal 1663, con La visione di Sant'Antonio di Padova, conservata a Norfolk (Virginia), incorpora per la prima volta gli sfondi architettonici in prospettiva e gli angeli svolazzanti che costituiranno un altro segno distintivo della sua opera. L'anno seguente, eseguì uno dei suoi più grandi capolavori, Il trionfo di sant'Agostino, anch'esso al Prado, in cui è visibile una forte influenza fiamminga, unita ad un forte senso inventivo e un'accuratezza cromatica.
Nel 1685 divenne pittore di corte del re Carlo II e iniziò l'attività di ritrattista, nella quale si distinse per gli accenti realistici.

### Elementi barocchi nei suoi dipinti
Il gusto per elementi decorativi quali angeli, fiori, colonne ecc., sono le caratteristiche principali del suo primo stile. Questa prima maniera ha apice nei dipinti dei retabli del convento madrileno di San Plácido, in cui spicca l'Annunciazione dell'altare maggiore.

## Elenco delle opere

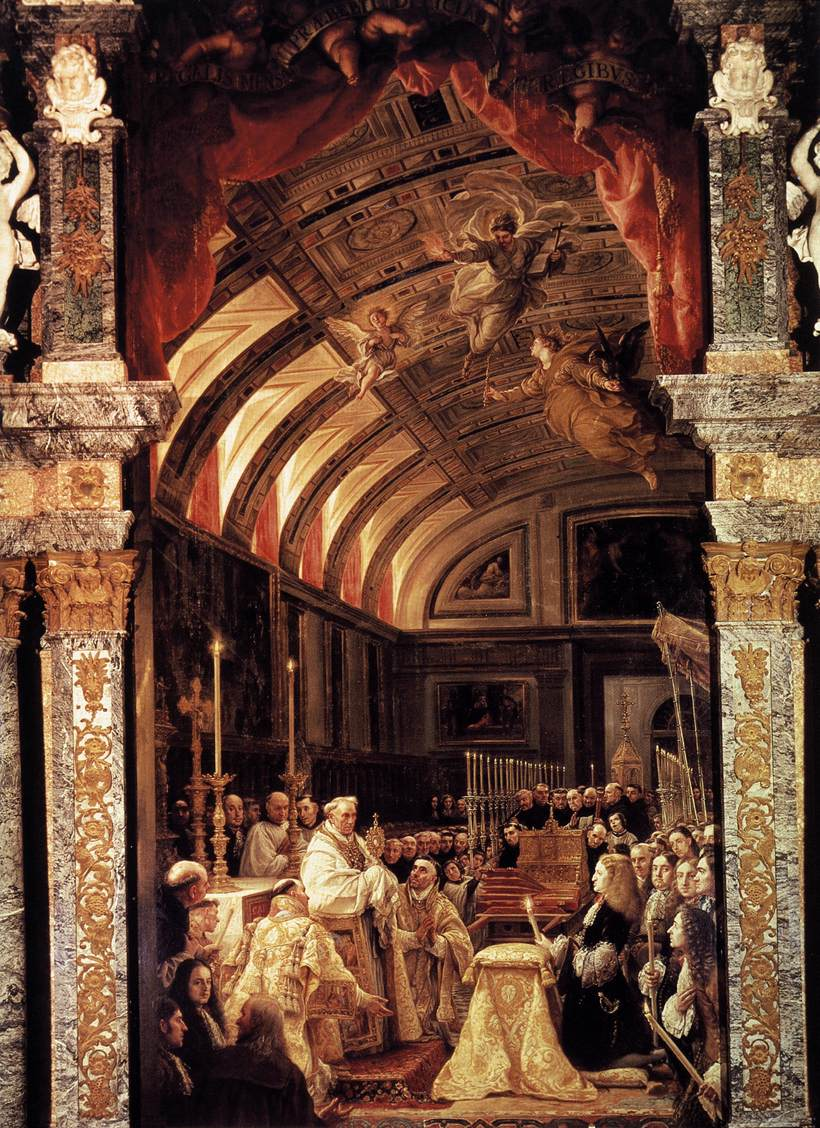
L'adorazione dell' Ostia consacrata, El Escorial.

- 1660: Gesù Bambino alla porta del Tempio, 168 x 122 cm, Madrid, Museo del Prado; Ritratto di Don Fernando de Valenzuela, marqués de Villasierra, olio su tela.
- 1661: Cristo servito dagli Angeli, collezione privata; L'ingresso di Gesù a Gerusalemme, Valladolid, Museo dell'Università.
- 1663: Visione di sant'Antonio da Padova, olio su tela, 67 x 50,5 cm, Norfolk, Chrysler Museum.
- 1664: Susanna e i vecchioni, olio su tela, Ponce, Museo Ferré; Il trionfo di sant'Agostino, olio su tela, 271 x 203 cm, Madrid, Museo del Prado.
- 1664-1665: Santa Caterina d'Alessandria schiaccia l'imperatore Massenzio, olio su tela, Dallas (Texas), Collezione Meadows.
- 1665-1668: Madonna col Bambino adorata da san Luigi re di Francia, olio su tela, 229 x 249 cm, Madrid, Museo del Prado.
- 1669: Madonna col Bambino con le virtù teologali e santi, olio su tela, 232 x 273 cm, Madrid, Museo del Prado; Sant'Antonio da Padova, olio su tela, 159 x 89 cm, Madrid, Museo del Prado; San Francesco d'Assisi, olio su tela, 159 x 89 cm, Madrid, Museo del Prado.
- 1670 ca: Ritratto di Juan Francisco de la Cerda, olio su tela.
- 1670-1680: Maria Maddalena penitente, olio su tela, 50,5 x 71,5 cm, San Pietroburgo, Ermitage.
- 1675-1680: Ritratto di re Carlo II, olio su tela, 66 x 56 cm, Madrid, Museo del Prado.
- 1676: Immacolata Concezione, olio su tela, 210 x 145 cm, Castres, Musée Goya.
- 1680: Autoritratto, olio su tela, 51,5 x 44 cm, San Pietroburgo, Ermitage.
- 1680-1690: Ritratto di padre Cabanillas, olio su tela, 76 x 62 cm, Madrid, Museo del Prado.
- 1682: Estasi della Maddalena, olio su tela, 190 x 129 cm, Madrid, Museo del Prado.
- 1684-1685: Santa Rosa da Lima, olio su tela, 240 x 160 cm, Madrid, Museo del Prado.

.

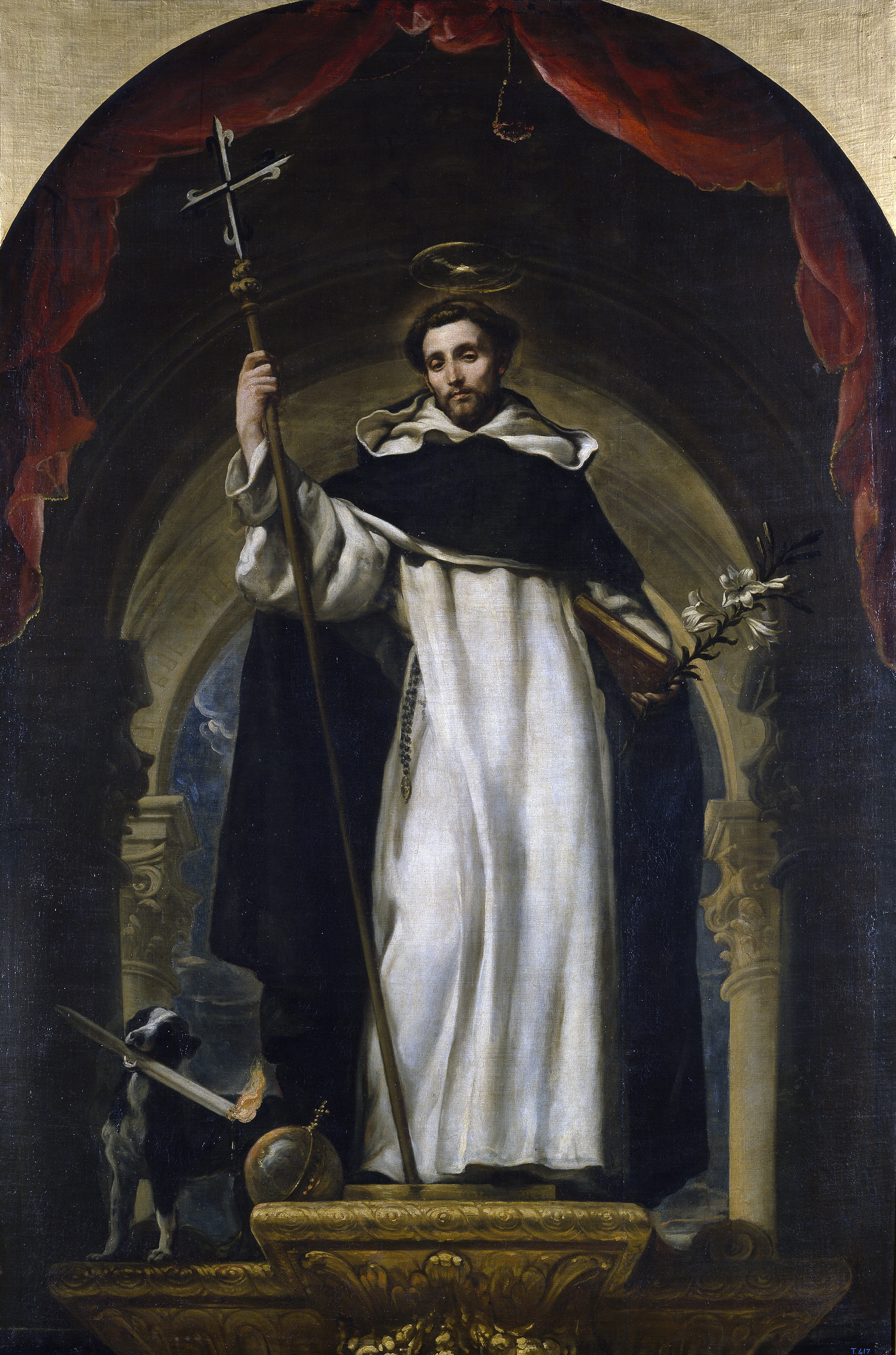
San Domenico di Guzmán, Museo del Prado

- 1685: San Domenico di Guzmán, olio su tela, 240 x 160 cm, Madrid, Museo del Prado.
- 1685-1690: olio su tela, 500 x 300 cm (circa), El Escorial, monastero di San Lorenzo.
- 1690 ca: Ritratto di Teresa Francisca Mudarra y Herrera, olio su tela, 210,5 x 145,5 cm, Bilbao, Museo de Bellas Artes.
- 1691: San Domenico, olio su tela, 201 x 127 cm, Budapest, Museum of Fine Arts.
- L'Indulgenza della Porziuncola, olio su tela, 295 x 143 cm, Madrid, Museo de la Real Academia de Bellas Artes de San Fernando.
- San Domenico e la Vergine del Rosario, olio su tela, 398 x 255 cm, Madrid, Museo de la Real Academia de Bellas Artes de San Fernando.